# Підводні човни типу «Ожел»
Підводні човни типу «Ожел» (пол. Okręty podwodne typu Orzeł (Орел)) — тип підводних човнів, побудованих для ВМС Польщі на голландській верфі De Schelde в Роттердамі. Створені на основі голландських підводних човнів типу O16.

## Підводні човни цього типу
- ORP Orzeł (1938)
- ORP Sęp (1938)